# Rain King
"Rain King" é uma canção escrita por David Bryson e Adam Duritz, gravada pela banda Counting Crows.
É o terceiro single do álbum de estreia lançado em 1993, August and Everything After.

## Paradas
| Ano  | Parada                     | Posição |
| ---- | -------------------------- | ------- |
| 1994 | Hot Mainstream Rock Tracks | 4       |
| 1994 | Mainstream Top 40          | 31      |